# Wilhelm von Tegetthoff
Freiherr Wilhelm von Tegetthoff (Maribor, Eslovenia, 23 de diciembre de 1827 - Viena, 7 de abril de 1871) fue un almirante austriaco, quien ganó fama por sus tácticas de combate naval y su liderazgo dentro de las fuerzas armadas del Imperio austriaco.

## Carrera naval
Tegetthoff nació en la localidad de Marburg (actualmente Maribor, en Eslovenia), que era por entonces una provincia de Austria. Hijo de Karl von Tegetthoff, un alto oficial del ejército imperial austriaco, el joven Wilhelm ingresó en 1840 en la Academia Naval de Austria, situada entonces en la ciudad de Venecia. Ya como cadete tomó parte en los combates contra la insurrección italiana de 1848 en Venecia, actuando en el cerco austriaco sobre dicha ciudad entre mayo y agosto de 1849, poco después de graduarse en la Academia. 
Tras ser ascendido en 1851 y 1852, Tegetthoff recibió en 1854 su primer puesto de mando en el transporte naval Elizabeth, abogando desde entonces para que la marina imperial austriaca adoptase las máquinas a vapor para sus embarcaciones. En 1855 fue enviado a patrullar la desembocadura del río Danubio durante la Guerra de Crimea, en la cual Austria se mantuvo neutral. Su excelente desempeño llamó la atención del archiduque Maximiliano de Habsburgo, hermano del emperador, quien entonces era comandante en jefe de la marina austriaca. Poco después Tegetthoff partió al Mar Rojo en una expedición científica semioficial, y en 1858 fue a Marruecos en misión oficial, mostrando gran habilidad militar y diplomática.

## Guerra de las Siete Semanas

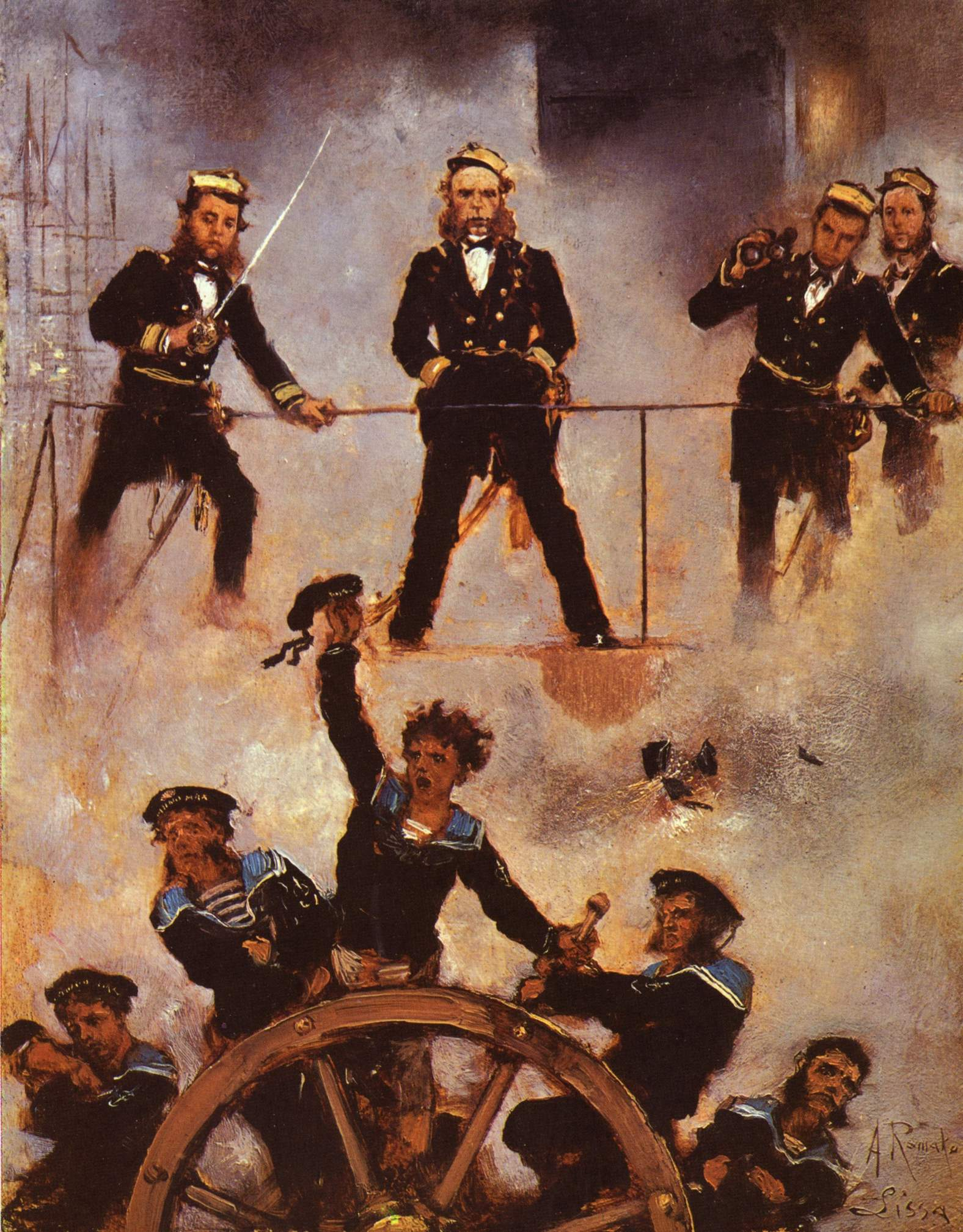
Wilhelm von Tegetthoff en la batalla de Lissa, por Anton Romako.

En febrero de 1864 Tegetthoff fue enviado al mando de un pequeño escuadrón naval austriaco para apoyar a la pequeña flota naval de Prusia en su lucha contra la más poderosa escuadra de Dinamarca en la guerra de Schleswig-Holstein, que enfrentó a Prusia y Austria contra Dinamarca. En ese conflicto Tegetthoff combatió con su pequeño escuadrón contra buques de guerra daneses, logrando que éstos abandonaran el bloqueo de los puertos prusianos en los ríos Elba y Weser. Esta acción le valió el ascenso a contraalmirante y una condecoración del emperador Francisco José I. 
Tegetthoff fue nombrado jefe de la flota de combate de Austria el 9 de mayo de 1866, semanas antes de empezar la guerra contra Italia. Aun cuando la flota naval italiana era más numerosa que la austriaca, Tegetthoff ordenó un reconocimiento de la base naval italiana de Ancona, tras lo cual preparó un plan de batalla.
Italia había sufrido la derrota de sus tropas en la batalla de Custoza (1866) el 24 de junio y, por ello, el mando naval italiano lanzó el 16 de julio un ataque contra la base naval austriaca situada en la isla dálmata de Lissa (actualmente Vis, en Croacia). El 20 de julio, la flota austriaca avistó la llegada de su enemigo, dando inicio a la Batalla de Lissa, que concluyó con una completa victoria austriaca. En este combate Tegetthoff tomó la iniciativa de ataque lanzando sus buques contra el centro de la flota italiana para embestirlos y así compensar la poca potencia de fuego de las navíos austriacos, logrando un valioso triunfo contra una escuadra superior en número. 
Este triunfo naval no afectó el curso de la guerra, pues las derrotas austriacas en tierra contra los ejércitos de Prusia fueron suficientes para que Italia se asegurase en agosto de ese año una paz favorable, debiendo Austria ceder el Véneto a los italianos. De todas maneras, la victoria de Lissa aumentó el prestigio de Tegetthoff, quien fue condecorado y ascendido a vicealmirante e incluso recibió felicitaciones del archiduque Maximiliano de Habsburgo (entonces efímero Emperador de México).
Entendiendo las consecuencias de la guerra contra Italia, Tegetthoff solicitó al emperador Francisco José que se anexara inmediatamente bajo administración austriaca el territorio balcánico vecino a Dalmacia, así como se protegiera dicha zona para el posterior desarrollo de bases navales. Esto se llevó a cabo cuando Austria ocupó militarmente Bosnia y Herzegovina en 1878, siete años después de la muerte de Tegetthoff.

## Últimos años
Poco después Tegetthoff viajó en 1866 a Francia, Gran Bretaña y Estados Unidos, desde donde partió a México en 1867 para recoger allí el cadáver del archiduque Maximiliano de Habsburgo, fusilado por orden del presidente Benito Juárez. Tegetthoff ancló en Veracruz con la fragata austriaca Novara y con ella repatrió a Austria los restos del fallecido archiduque, llegando a Trieste en enero de 1868. 
Después de que Austria y Hungría llegaran en 1867 al Compromiso Austrohúngaro, formando la monarquía dual, Tegetthoff ocupó el puesto de jefe de la sección naval del Ministerio de Guerra, cargo desde el cual impulsó la urgente modernización de la armada austrohúngara hasta su repentina muerte en 1871, a los 43 años.